# Adalbert Friedrich
Adalbert Friedrich (Lipsia, 10 giugno 1884 – 4 luglio 1962) è stato un calciatore tedesco, di ruolo attaccante.

## Carriera
Detiene il record di presenze nei campionati tedeschi antecedenti la prima guerra mondiale.

## Palmarès

### Club

#### Competizioni nazionali
- Campionato tedesco: 3

VfB Lipsia: 1902-1903, 1905-1906, 1912-1913